# Belkacem Hirech
Belkacem Hirech (ar. بلقاسم حريش ) – algierski judoka.
Startował w Pucharze Świata w latach 1996-1998. Wicemistrz Afryki w 1997 i 1998 roku.